# Nian Yun
Nian Yun (n. 9 octombrie 1982) este o înotătoare ce a reprezentat Republica Populară Chineză, medaliată olimpică. A participat la o ediție a Jocurilor Olimpice (1996) în care a câștigat o medalie de argint.

## Participări
Lista de mai jos prezintă principalele competiții la care a participat Nian Yun de-a lungul carierei.
- swimming at the 1996 Summer Olympics – women's 4 × 100 metre freestyle relay[*]